# Festa Nacional do Charque
A Festa Nacional do Charque é uma festa popular que acontece anualmente no mês de agosto no município de Candói, no estado do Paraná. Relembra as origens e a história dos tropeiros, e apresenta rodeio de touros e cavalos, ao estilo estadunidense, e rodeio crioulo. A primeira edição da festa aconteceu em 1998.
A realização da festa está a cargo da prefeitura municípal de Candói, do CTG Esteio da Tradição, da Sociedade Rural de Candói e da Associação Comercial, Industrial e Empresarial de Candói (ACIERCAN).

## História
Anualmente, o município de Candói revive as tradições de seus antepassados durante a Festa Nacional do Charque, que acontece no mês de agosto no Centro de Eventos Antônio Loures Alves, com mais de cem mil metros quadrados de área.
O local conta com estrutura completa para alimentação, onde os visitantes podem provar os mais variados e saborosos pratos à base de charque. Na pista de laço são ralizados torneios e competições, paralelamente à festa. Os shows com grupos musicais famosos fazem o espetáculo durante a noite.
Além dos rodeios, acontece a cavalgada. Cavaleiros vindos de várias regiões percorrem o interior do município de Candói, não deixando morrer a tradição deixada pelos colonizadores.
Um dos pontos de destaque da feira é a variedade de pratos feitos com a carne, que passa por um processo demorado. O boi todo é desossado e a carne fica por dez dias de molho no sal grosso, e quase uma semana no sereno, costume herdado dos tropeiros.

### A cavalgada
Em 1870, a Estrada das Missões estava aberta ao tráfego e, apesar de mais perigosa devido ao ataque de índios, foi a preferida pelos tropeiros, porque encurtava o trajeto até Sorocaba, passando por Guarapuava e seus antigos distritos de Palmas, Pinhão, Candói e outros. Além disso, o terreno era mais seco, com grandes extensões de campos e menos rios correntosos que teriam que ser atravessados a nado.
Aumentando o tropeirismo, quase todos os fazendeiros guarapuavanos tornaram-se tropeiros, abastados comerciantes de gado vacum, muar e cavalar, transformando suas fazendas em invernadas. No final do século XIX, o tropeirismo tornou-se antieconômico em consequência do transporte do gado por linhas férreas e veículos motorizados. Mas o tropeirismo guarapuavano, com animais criados na região, continuou até 1930.
A cavalgada é um dos atrativos que antecede a festa. Cavaleiros vindos de várias regiões percorrem o interior do município de Candói, não deixando morrer a tradição deixada pelos colonizadores.

## Pratos típicos servidos na festa
São mais de 15 pratos típicos a base de charque que são servidos, entre eles charque na maçã, arroz carreteiro, filé à parmegiana de charque, churrasco de charque, bolinho de charque, charque na moranga, charque tipo frescal e consumê de charque.